# كوهي ساتو
كوهي ساتو (باليابانية: 佐藤耕平؛ بالكانا: さとう こうへい) هو فنان قتال مختلط ياباني، ولد في 21 سبتمبر 1977 في كوتو في اليابان.

## وصلات خارجية
- كوهي ساتو على موقع شيردوغ (الإنجليزية)
- كوهي ساتو على موقع CageMatch worker (الإنجليزية)